# Jogos Europeus Júnior de Atletismo de 1966
Os Jogos Europeus Júnior de Atletismo de 1966 foram a 2ª edição da competição de atletismo para atletas com menos de vinte anos, classificados como Júnior, sendo a primeira organizada pela Associação Europeia de Atletismo. O evento foi realizado no Estádio Chornomorets em Odessa na União Soviética, entre 24 e 25 de setembro de 1966.  

## Resultados
Esses foram os resultados dos jogos. 
Masculino
| Evento                       | Ouro                                                                                             | Ouro     | Prata                                                                                    | Prata    | Bronze                                                                        | Bronze   |
| ---------------------------- | ------------------------------------------------------------------------------------------------ | -------- | ---------------------------------------------------------------------------------------- | -------- | ----------------------------------------------------------------------------- | -------- |
| 100 m                        | Bernd Jacob · Alemanha Ocidental                                                                 | 10.7     | Joachim Eigenherr · Alemanha Ocidental                                                   | 10.7     | Gérard Coupat · França                                                        | 10.8     |
| 200 m                        | Joachim Eigenherr · Alemanha Ocidental                                                           | 21.0     | Jean-Claude Nallet · França                                                              | 21.3     | István Batori · Hungria                                                       | 21.5     |
| 400 m                        | Aleksandr Bratchikov · União Soviética                                                           | 47.3     | István Batori · Hungria                                                                  | 47.5     | Jan Balachowski · Polónia                                                     | 47.8     |
| 800 m                        | Bernard Hebert · França                                                                          | 1:51.5   | Jaroslav Včeliš · Tchecoslováquia                                                        | 1:51.6   | Dieter Fromm · Alemanha Oriental                                              | 1:51.9   |
| 1.500 m                      | Roberto Gervasini · Itália                                                                       | 3:51.0   | Werner Gosewinkel · Alemanha Ocidental                                                   | 3:51.2   | Vladan Đorđević · Iugoslávia                                                  | 3:52.6   |
| 3.000 m                      | Klaus Tietz · Alemanha Oriental                                                                  | 8:22.4   | Gerhard Fontana · Alemanha Ocidental                                                     | 8:23.0   | Jan-Olof Nilsson · Suécia                                                     | 8:23.2   |
| 110 m com barreiras          | Yuriy Gorskiy · União Soviética                                                                  | 14.6     | Aleksandr Demus · União Soviética                                                        | 14.6     | Dan Hidiosanu · Roménia                                                       | 14.7     |
| 400 m com barreiras          | Mikhail Dolgy · União Soviética                                                                  | 53.3     | Viktor Basilevich · União Soviética                                                      | 53.4     | Michel Montgermont · França                                                   | 53.5     |
| 1.500 m com obstáculo        | Otto Knarr · Alemanha Ocidental                                                                  | 4:09.7   | Ulrich Hobeck · Alemanha Oriental                                                        | 4:10.8   | Kazimierz Maranda · Polónia                                                   | 4:11.6   |
| 20 km marcha atlética        | Mikhail Yefimovich · União Soviética                                                             | 46:53.0  | Aleksandr Popov · União Soviética                                                        | 47:10.8  | Vladislav Boháč · Tchecoslováquia                                             | 47:31.0  |
| Revezamento 4 x 100 metros   | França · Gérard Coupat · Charles Tétaria · Jean-Claude Nallet · Charles Ducasse                  | 40.6     | Alemanha Ocidental · Heiko Griese · Hartmut Menzel · Bernd Jacob · Joachim Eigenherr     | 40.8     | Polónia · Tadeusz Rostek · Henryk Cieciora · Andrzej Nowak · Stanisław Wagner | 41.0     |
| Revezamento 4 x 400 metros   | União Soviética · Aleksander Ogorodnikov · Mikhail Dolgy · Viktor Lipagin · Aleksandr Bratchikov | 3:14.3   | Polónia · Waldemar Pyrzyński · Wiesław Stryczek · Stanisław Waśkiewicz · Jan Balachowski | 3:14.7   | Iugoslávia · Jovan Mušković · Stojan Puač · Miloš Bucevski · Istvan Danko     | 3:16.1   |
| Salto com vara               | Antti Kalliomäki · Finlândia                                                                     | 4.60     | Heinfried Engel · Alemanha Ocidental                                                     | 4.60     | Zygmunt Dobrosz · Polónia                                                     | 4.60     |
| Salto em altura              | Bo Jonsson · Suécia                                                                              | 2.06     | Anatoliy Moroz · União Soviética                                                         | 2.03     | Rudolf Baudis · Tchecoslováquia                                               | 2.03     |
| Salto em distância           | Max Klauss · Alemanha Oriental                                                                   | 7.59     | Vladimir Skibenko · União Soviética                                                      | 7.57     | Marcin Święcicki · Polónia                                                    | 7.33     |
| Salto triplo                 | Anatoliy Kaynov · União Soviética                                                                | 15.97    | Nikolay Dudkin · União Soviética                                                         | 15.75    | [Carol Corbu]] · Roménia                                                      | 15.43    |
| Arremesso de peso (6 kg)     | Aleksander Tammert · União Soviética                                                             | 16.71    | Hans-Peter Gies · Alemanha Oriental                                                      | 16.55    | František Žemba · Tchecoslováquia                                             | 15.79    |
| Arremesso de disco (1,75 kg) | Ferenc Tégla · Hungria                                                                           | 52.92    | Klaus-Peter Hennig · Alemanha Ocidental                                                  | 52.20    | František Žemba · Tchecoslováquia                                             | 49.98    |
| Arremesso de martelo (6 kg)  | Yuriy Ashmarin · União Soviética                                                                 | 60.94    | Reinhard Theimer · Alemanha Oriental                                                     | 60.10    | Vladimir Ambrosyev · União Soviética                                          | 56.28    |
| Lançamento de dardo          | Renzo Cramerotti · Itália                                                                        | 73.32    | Harry Abraham · Alemanha Ocidental                                                       | 72.88    | Valeriy Belan · União Soviética                                               | 71.18    |
| Decatlo                      | Viktor Chelnokov · União Soviética                                                               | 7225 pts | Hans Nerlich · Alemanha Ocidental                                                        | 7138 pts | Joachim Kirst · Alemanha Oriental                                             | 6845 pts |

Feminino
| Evento                       | Ouro                                                                                        | Ouro     | Prata                                                                                          | Prata    | Bronze                                                                                              | Bronze   |
| ---------------------------- | ------------------------------------------------------------------------------------------- | -------- | ---------------------------------------------------------------------------------------------- | -------- | --------------------------------------------------------------------------------------------------- | -------- |
| 100 m                        | Brigitte Geyer · Alemanha Oriental                                                          | 12.2     | Ljiljana Petnjaric · Iugoslávia                                                                | 12.2     | Else Hadrup · Dinamarca                                                                             | 12.2     |
| 200 m                        | Christina Heinich · Alemanha Oriental                                                       | 24.2     | Nicole Montandon · França                                                                      | 24.3     | Mirna Jansen · Países Baixos                                                                        | 24.5     |
| 400 m                        | Ljiljana Petnjarić · Iugoslávia                                                             | 55.9     | Wil Wokke · Países Baixos                                                                      | 56.2     | Ingrida Verbele · União Soviética                                                                   | 56.7     |
| 800 m                        | Vera Nikolić · Iugoslávia                                                                   | 2:03.4   | Eeva-Liisa Kalliolahti · Finlândia                                                             | 2:08.1   | Barbara Wieck · Alemanha Oriental                                                                   | 2:09.0   |
| 80 m com barreiras           | Meta Antenen · Suíça                                                                        | 11.1     | Teresa Sukniewicz · Polónia                                                                    | 11.3     | Nadezhda Betska · União Soviética                                                                   | 11.3     |
| Revezamento 4 x 100 metros   | Alemanha Oriental · Bärbel Schrickel · Renate Meissner · Brigitte Geyer · Christina Heinich | 46.2     | França · Dominique Descatoire · Jacqueline Peruzetto · Marie-France Vincent · Nicole Montandon | 46.6     | União Soviética · Nadezhda Shelsara · Nadezhda Besfamilnaya · Yelena Molodtsova · Marina Nikiforova | 46.9     |
| Salto em altura              | Alena Prosková · Tchecoslováquia                                                            | 1.64     | Valentyna Kozyr · União Soviética                                                              | 1.61     | Gun Nordlund · Finlândia                                                                            | 1.61     |
| Salto em distância           | Tamara Kapysheva · União Soviética                                                          | 5.98     | Ivanka Koshnicharska · Bulgária                                                                | 5.97     | Maria Solomon · Roménia                                                                             | 5.82     |
| Arremesso de peso (6 kg)     | Lyubov Kostushenko · União Soviética                                                        | 14.25    | Hannelore Friedel · Alemanha Oriental                                                          | 14.24    | Barbara Schubert · Alemanha Oriental                                                                | 13.84    |
| Arremesso de disco (1,75 kg) | Hannelore Friedel · Alemanha Oriental                                                       | 46.56    | Vladimíra Srbová · Tchecoslováquia                                                             | 45.62    | Zsuzsa Nyitrai · Hungria                                                                            | 44.94    |
| Lançamento de dardo          | Kaisa Launela · Finlândia                                                                   | 51.82    | Marilena Ciurea · Roménia                                                                      | 50.50    | Ewa Gryziecka · Polónia                                                                             | 48.14    |
| Pentatlo                     | Meta Antenen · Suíça                                                                        | 4609 pts | Britt Johansson · Suécia                                                                       | 4370 pts | Margit Papp · Hungria                                                                               | 4319 pts |

## Quadro de medalhas
| Ordem | País               | Medalha de ouro | Medalha de prata | Medalha de bronze | Total |
| ----- | ------------------ | --------------- | ---------------- | ----------------- | ----- |
| 1     | União Soviética    | 11              | 7                | 5                 | 23    |
| 2     | Alemanha Oriental  | 6               | 4                | 4                 | 14    |
| 3     | Alemanha Ocidental | 3               | 8                | 0                 | 11    |
| 4     | França             | 2               | 3                | 2                 | 7     |
| 5     | Iugoslávia         | 2               | 1                | 2                 | 5     |
| 6     | Finlândia          | 2               | 1                | 1                 | 4     |
| 7=    | Itália             | 2               | 0                | 0                 | 2     |
| 7=    | Suíça              | 2               | 0                | 0                 | 2     |
| 9     | Checoslováquia     | 1               | 2                | 4                 | 7     |
| 10    | Hungria            | 1               | 1                | 3                 | 5     |
| 11    | Suécia             | 1               | 1                | 1                 | 3     |
| 12    | Polónia            | 0               | 2                | 6                 | 8     |
| 13    | Roménia            | 0               | 1                | 3                 | 4     |
| 14    | Países Baixos      | 0               | 1                | 1                 | 2     |
| 15    | Bulgária           | 0               | 1                | 0                 | 1     |
| 16    | Dinamarca          | 0               | 0                | 1                 | 1     |
| Total | Total              | 33              | 33               | 33                | 99    |